# Raul Boesel
Raul Boesel, né le 4 décembre 1957 à Curitiba (Brésil), est un pilote automobile brésilien. Il a couru en Formule 1 pour les écuries March et Ligier et a obtenu le titre de Champion du monde des voitures de sport en 1987. En fin de carrière, il a piloté en Champ Car et Indy Racing League.

## Résultats en championnat du monde de Formule 1
| Saison | Écurie                                               | Châssis | Moteur  | Pneus    | GP disputés | Points | Classement |
| ------ | ---------------------------------------------------- | ------- | ------- | -------- | ----------- | ------ | ---------- |
| 1982   | March Grand Prix Team Rothmans March Grand Prix Team | 821     | Ford V8 | Pirelli  | 10          | 0      | n.c.       |
| 1983   | Équipe Ligier Gitanes                                | JS21    | Ford V8 | Michelin | 13          | 0      | n.c.       |

## Résultats aux 24 Heures du Mans
| Année | Voiture        | Équipe              | Équipiers                     | Résultat |
| ----- | -------------- | ------------------- | ----------------------------- | -------- |
| 1987  | Jaguar XJR-8   | Silk Cut Jaguar/TWR | Eddie Cheever / Jan Lammers   | 5e       |
| 1988  | Jaguar XJR-9LM | Silk Cut Jaguar/TWR | Henri Pescarolo / John Watson | Abandon  |
| 1991  | Jaguar XJR-12  | Silk Cut Jaguar/TWR | Michel Ferté / Davy Jones     | 2e       |

## Victoires en endurance
Sur Jaguar XJR (version 8 en 1987, et 9 en 1988 ; partenaires Eddie Cheever, Jan Lammers, John Watson, Martin Brundle et John Nielsen, essentiellement)
- 1 000 kilomètres de Jerez : 1987 ;
- 1 000 kilomètres de Silverstone : 1987 ;
- Test du Mans : 1987 ;
- 1 000 kilomètres de Brands Hatch : 1987 ;
- 1 000 kilomètres du Nürburgring : 1987 ;
- 1 000 kilomètres de Spa : 1987 ;
- 24 Heures de Daytona : 1988 ;
- Mil Milhas Brasil : 2002 et 2008.